# Cadmo

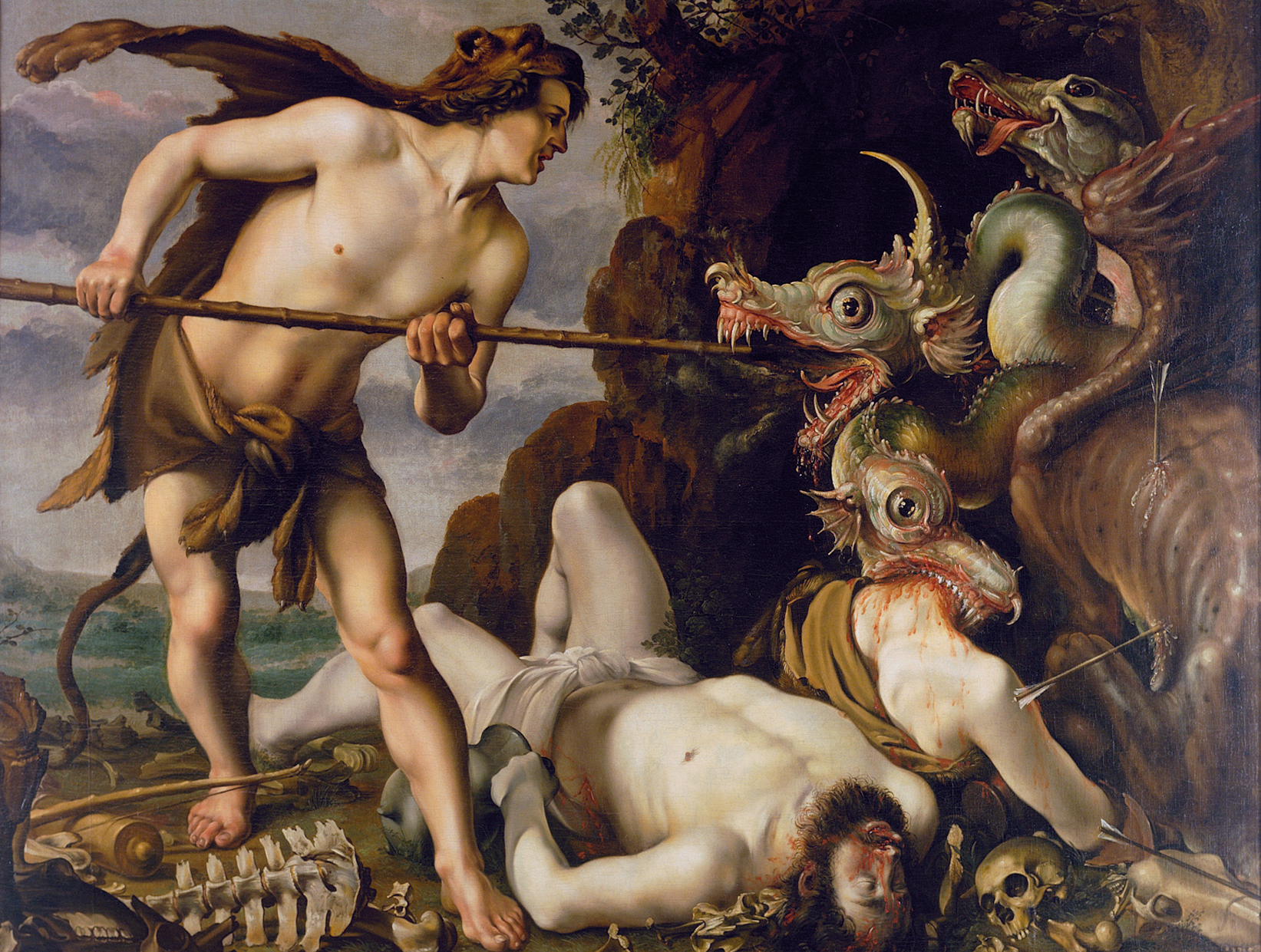
Cadmo, pintura de Hendrick Goltzius (1558-1617).

En la mitología griega, Cadmo (en griego antiguo: Κάδμος, Kádmos) es un héroe cultural vinculado con el ciclo tebano. Fue el mítico fundador de la Tebas beocia, llamada Cadmea en su honor. De origen fenicio su leyenda se ha difundido más o menos por todo el mar Mediterráneo, desde Asia Menor hasta Iliria y Libia. A Cadmo se le atribuye la introducción del alfabeto en Grecia y, por extensión como héroe cultural, con la expansión de la agricultura, el trabajo en bronce y la civilización en general.  A Cadmo se le considera el primeros de los reyes tebanos y fue él quien llamó a Tebas Heptápylae porque dicen que tenía «siete puertas».

## Origen y abolengo

### Ascendencia
Las fuentes arcaicas lo hacen hijo de Fénix, el epónimo de Fenicia, sin mencionar a la madre. La versión más común, no obstante, lo describe como hijo de Agénor, rey de Fenicia, y de su esposa Telefasa, Argíope o Tiro.  Era hermano de Fénix, de Cílix y de Europa, y una de las siete puertas de Tebas, la Electra, se llamó así por una hermana de Cadmo.  Fuentes tardías lo imaginaron como hijo de Ógigo.  Sea como fuere Cadmo construyó la Cadmea cuando Anfictión era rey de Atenas.  Versiones tardías dicen que los hermanos Fénix y Cadmo, habiendo partido de la Tebas egipcia hacia Siria, reinaron en Tiro y Sidón.

### Heródoto
El historiador Heródoto dice los gefireos eran originarios de Fenicia. Cadmo, con un contigente fenicio, llegó a la comarca de Beocia (en dicha región habitaron la zona de Tanagra, que fue el territorio que en el reparto les deparó la suerte).  Esos fenicios introdujeron en Grecia muy diversos conocimientos, entre los que hay que destacar el alfabeto, que los griegos hasta entonces no disponían de él. Al principio se trató del alfabeto fenicio pero luego se ajustó al alfabeto griego. Por aquellas fechas sus vecinos eran griegos de raza jonia, que fueron quienes adoptaron las letras del alfabeto.  Otros más dicen que Mercurio fue el primero que llevó las letras griegas a Egipto y de Egipto Cadmo las trasladó a Grecia. Más tarde Evandro, prófugo de Arcadia, las pasó a Italia.  Ello explicaría que Cadmo pase por el inventor del arte de escribir.

### Pausanias
El geógrafo Pausanias alega que la tierra de Tebas la habitaron por primera vez los ectenas y su rey fue un autóctono llamado Ógigo. Los ectenas murieron por una peste y los que sobrevivieron se establecieron en la región de los hiantes y los aones, estirpes beocias y no bárbaras. Cuando marchó contra ellos Cadmo y el ejército de los fenicios, los hiantes, vencidos en una batalla, escaparon al llegar la noche, y a los aones, que se hicieron suplicantes, Cadmo los dejó que se quedaran y que se mezclaran con los fenicios. Los aones vivían todavía en aldeas, pero Cadmo fundó la ciudad llamada posteriormente Cadmea. Después la ciudad creció, y entonces la Cadmea se convirtió en la acrópolis de la ciudad baja de Tebas. En tiempo de Cadmo, los más poderosos después del propio Cadmo fueron los espartos.

## Trayectoria mítica

### Búsqueda de Europa
En la Biblioteca mitológica se nos dice Agénor, rey de Fenicia, engendró con Telefasa a Cadmo y Europa, entre varios hijos. Zeus, enamorado de Europa, se transformó en un toro manso y sobre su lomo la llevó por mar hasta Creta. Cuando Europa desapareció, Agénor envió a sus hijos en su busca, prohibiéndoles regresar sin ella. Incapaces de encontrarla tras su intensa búsqueda, determinaron no volver a su hogar en Fenicia y se establecieron en diferentes regiones. Fue entonces cuando Cadmo y Telefasa decidieron vivir en Tracia.  Muerta Telefasa, Cadmo la enterró, y después de haber sido hospedado por los tracios se dirigió al oráculo de Delfos para preguntar por Europa. El dios le contestó que no se ocupase de ella sino que con una vaca como guía fundase una ciudad allí donde el animal cayera agotado. Higino dice que la respuesta del oráculo fue que comprara a unos pastores un buey que tuviera en el costado la señal de la luna, y lo fuera llevando por delante de sí.
Una tradición, relatada solo por Nono de Panópolis, decía que, durante la búsqueda de Europa, colaboró con Zeus para derrotar a Tifón. Zeus hizo que Cadmo se disfrazara de pastor y que tocara la flauta para distraer a Tifón. Logró que Tifón le diera los nervios que había quitado a Zeus anteriormente, con el pretexto de que con ellos fabricaría unas cuerdas para tocar la lira.

### Fundación de Cadmea

Evelyn De Morgan: Cadmo y Harmonía (1877). La figura de Harmonía rodeada por su marido transformado en serpiente recuerda al Nacimiento de Venus de Botticelli.

Recibido el oráculo Cadmo cruzó Fócide, y habiendo hallado la vaca en los rebaños de Pelagonte, la siguió. Esta, tras recorrer Beocia, se tendió en el actual emplazamiento de Tebas. Con el deseo de sacrificar la vaca a Atenea envió a varios de sus compañeros a sacar agua de la fuente de Ares, pero el dragón ismenio, nacido de Ares según algunos, que custodiaba la fuente, aniquiló a la mayoría de los enviados. Cadmo, indignado, dio muerte al dragón y por consejo de Atenea sembró sus dientes. Hecho esto, surgieron de la tierra hombres armados a los que llamaron espartos. Estos se mataron entre sí, unos en pelea involuntaria y otros por desconocimiento. Ferécides dice que Cadmo, al ver brotar de la tierra hombres armados, les arrojó piedras, y ellos, creyendo cada uno que habían sido arrojadas por el otro, comenzaron a pelear. Sobrevivieron cinco: Equión, Udeo, Ctonio, Hiperénor y Peloro. Tzetzes añade que el dragón custodiaba las aguas del manantial de Dirce y había dado muerte a Sérifo y Deyoleonte, amigos de Cadmo, que traían agua para un sacrificio.

### Boda de Cadmo y Harmonía y descendencia
Cadmo, para expiar su crimen sirvió a Ares durante un año perpetuo; este año equivaldría a ocho. Después de la servidumbre, Atenea le proporcionó el reino y Zeus le dio por esposa a Harmonía, hija de Afrodita y Ares, y todos los dioses dejaron el cielo y celebraron las bodas en la tierra cadmea con banquetes e himnos. Cadmo regaló a Harmonía un peplo, y un collar, obra de Hefesto, y según algunos dádiva suya o, según Ferécides, de Europa, quien lo habría recibido de Zeus. Cadmo tuvo cuatro hijas, Autónoe, Ino, Sémele y Ágave, y un hijo, Polidoro. Las Cadmeides adquirieron fama y tuvieron ínclitos matrimonios: Ino se casó con Atamante, Autónoe con Aristeo, y Ágave con Equión.  Una versión tardía añade a Eurínome, Cleanto y Eurídice como otros nombres de las hijas de Cadmo, sin especificarse más datos.
Polidoro llegó a ser rey de Tebas. En la época final de su vida Cadmo tuvo un hijo, Ilirio. Según otra tradición Cadmo también fue padre, sin especificar la consorte, de Idotea; esta fue la esposa de Fineo. Otros más dicen que Cadmo tenía una esposa amazona que se llamaba Esfinge. Llegó a Tebas, mató a Dracón y se apoderó del reino. Después tomó a la hermana de Dracón, que se llamaba Harmonía y Esfinge conspiró contra Cadmo.

### Viaje a Iliria y muerte
Cadmo y Harmonía partieron de Tebas y llegaron a la región de los enqueleos, que habían sido atacados por los ilirios; el dios les vaticinó que vencerían si entregaban el mando a Cadmo y Harmonía; ellos, persuadidos, así lo hicieron y derrotaron a los ilirios. Cadmo reinó sobre los ilirios y tuvo un hijo, Ilirio. Más tarde Zeus transformó a Cadmo y Harmonía en serpientes y los envió a los Campos Elíseos.  Higino dice que Ágave mató a Licoterses en Iliria para ceder el reino a su padre Cadmo.

## De Cadmea a Tebas
Existe una gran confusión entre Cadmea y Tebas. Como es bien sabido, existen dos historias fundacionales contrapuestas sobre Tebas: la historia de Cadmo, el oráculo y los dientes de serpiente, y la historia de Anfión y Zeto, que construyeron las murallas. Se podrían combinar racionalmente ambas historias, como hacen Pausanias y Diodoro Sículo,  al decir que Cadmo fortificó la Cadmea y que los gemelos construyeron las murallas alrededor de la ciudad baja (como Temístocles en Atenas), pero las famosas siete puertas son las de la muralla de la acrópolis, y la poesía temprana ignora las murallas exteriores, que fueron construidas a principios del siglo V. Los mitógrafos tuvieron que decidir cuál de los dos fundadores fue el primero y qué sucedió para que fuera necesaria una segunda fundación. Incluso algunos dicen que tras la expulsión de Cadmo de Tebas reinaron Anfión y Zeto  en tanto que Cadmo fue el primer rey de Tebas, identificando ambas ciudades.
Tebas tenía una tradición genealógica previa a la de Cadmo y luego ambas versiones terminaron confluyendo. Aquí podría estar en juego un conflicto entre las perspectivas tebanas y beocias: Cadmo era tebano, pero Anfión y Zeto, ya fueran descendientes de Asopo o de Nicteo, eran beocios.  En Homero los cadmeos están firmemente asociados con la Tebas de Edipo y Etéocles: son su pueblo.  Zeto se casó con Tebe, de quien recibe nombre la ciudad de Tebas. Pausanias nos dice que las siete puertas pertenecen a la Cadmea, la antigua acrópolis y no a la antigua Tebas.
| Predecesor: Ogiges | Reyes de Tebas | Sucesor: Penteo |